# Skaut (časopis)
Skaut je nejstarší skautský časopis pro mládež vydávaný v českých zemích, jeho první číslo vyšlo 15. ledna 1915. Redaktorem byl tehdy A. B. Svojsík, podíleli se i členové Pražské Dvojky. Časopis vychází doposud (2022), přestože jeho vydávání bylo několikrát přerušeno, a to zejména z politických důvodů, v roce 1940 (obnoveno 1945), 1948 (obnoveno 1968) a 1970 (obnoveno 1990).
Název časopisu se postupem času měnil, od původního „Junák“ přes různé varianty, nejčastěji „Skaut – Junák“ , po jeho dočasném sloučení s časopisem Vpřed roku 1949 také „Junáci Vpřed“, až k současnému „Skaut“.